# الدوري الأمريكي لكرة السلة للمحترفين 1969–70
الدوري الأمريكي لكرة السلة للمحترفين 1969–70 (بالإنجليزية: 1969–70 NBA season)‏ هو موسم من الرابطة الوطنية لكرة السلة. أقيم خلال الفترة 14 أكتوبر 1969 وحتى 8 مايو 1970، وأشرف على تنظيمه الرابطة الوطنية لكرة السلة، وفاز فيه نيويورك نيكس.